# Gościradz
Gościradz (niem. Kleppelsdorf) – część miasta Wleń położona na wschód od wleńskiej starówki, między ulicami Winiogórską i Kasprowicza.

## Historia
Dawniej samodzielna wieś i gmina jednostkowa. Od 1945 w Polsce, gdzie ustanowił gromadę w gminie Bystrzyca w powiecie lwóweckim w województwie wrocławskim. W związku z reformą administracyjną kraju jesienią 1954 Gościradz włączono do Wlenia.